# Héctor Hernández García
Héctor Hernández García (6 de desembre de 1935 - 15 de juny de 1984) fou un futbolista mexicà.

## Selecció de Mèxic
Va formar part de l'equip mexicà a la Copa del Món de 1962.